# Narratív pszichológia
A narratív pszichológia egy olyan pszichológiai nézőpont vagy megközelítés, amely az emberi magatartás elbeszélő jellegére vonatkozik, vagy másképp szólva arra, hogy az emberek hogyan dolgozzák fel élményeiket történetek alkotásán, és mások történeteinek hallgatásán keresztül. A narratív pszichológia szerint az emberek cselekedeteik és élményeik jelentéstartalmát történeteken keresztül kommunikálják.

## A narratívumok jellemzői
A narratívumok olyan szövegek, melyek eseményekről számolnak be, és rendelkeznek idői, valamint oksági koherenciával. Ott vannak a mítoszokban, a mesékben, a legendákban, az érvelésben, a táncban, a festészetben, a moziban, képregényben, az újságokban, vagy a hétköznapi beszélgetésekben. A narratívumok története az emberiség történetével kezdődik, és kultúrákon, történelmeken átívelve minden korban fellelhetőek. Hardy szerint a narratívumok szerepe mindenre kiterjed; az ember narratívumokban álmodik, úgy emlékezik, remél, hisz, esik kétségbe, tervez, kritizál , alkot, tanul, gyűlöl, és szeret, tehát minden cselekedet narratívában működik. A narratívumok eme fontos szerepét László János (2005). azzal magyarázza, hogy a narratívumok társas cselekvések kontextusában jelennek meg. Az élet eseményei ezen narratívumok által válnak társadalmilag láthatóvá, és nagyrészt ezek alapozzák meg a jövőbeli eseményekre irányuló várakozásainkat. Az ember életében a szituációk magukra öltik a történetek dinamikáját, rendelkeznek tetőponttal, mélyponttal, vagy befejezéssel. Így az egész élet, egyfajta történetek folyománya lesz, akár megéljük, akár elbeszéljük őket.
Maga a narratív pszichológia kifejezés Theodor Sarbinhoz kötődik. Sarbin úgy véli, hogy az élettörténeti elbeszélésen keresztül egyfajta identitásterv bontakozik ki, melyben az elbeszélő felépíti saját énjét. Az egyén történetének részleteiből következtetni lehet vágyaira, elkötelezettségeire, céljaira. E következtetés alapjait az elbeszélés belső tartalma, valamint társas kulturális, és történeti kontextusa adja. Bruner szerint a narratív pszichológia ennél sokkal összetettebb jelenség. Ő az, aki empirikus vizsgálatok mércéje alá tesz a jelentéskonstrukció folyamatait. Két megismerési módot különbözetet meg, mely más-más módon teremti meg a valóságot. Az egyik a paradigmatikus, vagy logikai-tudományos mód, a másik pedig az elbeszélő mód. Az első az igazságot a logikai eljárásokon keresztül, oksági összefüggések mentén keresi, a másik az emberi szándékot, és az ezekkel kapcsolatos történéseket vizsgálja. E két megközelítést az alábbi példával magyarázza: „Az akkor szócska különböző funkciót tölt be a „ha x, akkor y" formában megfogalmazott logikai állításban, és az „A király meghalt, és akkor a királyné is meghalt” narratív idézetben."
A logikai gondolkodás valamely univerzális igazságfeltételek kereséséhez vezet, a narratív megközelítés pedig valamely konkrét kapcsolatra – gyász, merénylet, vagy lehet akár öngyilkosság – mutat. A példa is arra utal, hogy a narratív gondolkodás a koherencia megteremtésére, az értelemadásra törekszik. Brunner szerint a narratívumok nemcsak beszámolnak arról, ami történt, hanem felvázolják a történet pszichológiai nézőpontját is. Két fajta mezőről beszél: a tudatosság mezejéről, mely azt foglalja magában, hogy a cselekvők mit tudnak, mit gondolnak, és mit éreznek, vagy mit nem tudnak, nem gondolnak, és mit nem éreznek, valamint a cselekvés mezejéről, melyet a cselekvés bizonyítékai alkotnak (a cselekvő, cél, a helyzet, az eszközök). A narratívákban mindkét mező egyszerre jelenik meg, ezért képesek a történetek magukban foglalni valamely pszichológiai perspektívát. Brunerék szerint életünknek a narratívumok által adunk értelmet, és jelentést.
A narratív pszichológia egy másik képviselője McAdams szerint az egyén élettörténete négy összetevőből áll (nukleáris epizódok, imágó, világnézet, generatív forgatókönyvek), melyekhez kapcsolódnak a tematikus vonalak, és a narratív komplexitás. A tematikus vonalak alatt McAdams az élettörténet visszatérő tartalmi egységeit érti, a narratív komplexitást pedig az énérettség mutatójának tekinti. Az, hogy egy történet mennyire komplex, mennyire sok a szereplő van benne, milyen a történet vonala, mennyi elemet és megkülönböztetést tartalmaz, megmutatja azt, hogy az egyén személyes tapasztalatai milyen módon kapcsolódnak a jelentés integratív keretébe. Pennebaker és Seagal a történetmesélés gyógyító hatására világított rá, mely nyelvtől, kultúrától, nemtől, kortól, társadalmi rétegtől függetlenül hat. A gyógyító hatás mértéke függ a történetek koherenciájától, az érzelmekre és kognitív folyamatokra vonatkozó szavak eloszlásától. Egy 2000-ben megjelent cikk szerint a traumatikus élmények, vagy pedig súlyos betegségek esetén a narratívák arra szolgálnak, hogy újra teremtsék a személy önidentitáshoz, és a saját jelentéseihez fűződő kapcsolatát.

## A narratív elemzés formái
A narratívumok elemzésének három formáját különböztetjük meg: a formális-strukturális elemzést, a tartalomelemzést, és a hermeneutikai elemzést. A formális strukturális elemzés a szövegstruktúráknak a jelentés létrehozásában játszott szerepére fekteti a hangsúlyt. A pszichológiában a történetprodukció és a történetmegértés kognitív kutatásaiban van szerepe. A másik megközelítés tartalomelemzés mennyiségi elemzések alapján vizsgálja a narratívumot. A pszichológiában ilyen megközelítéssel a pszichológiai tartalmat kategorizálják. E két elemzés kritikája, hogy figyelmen kívül hagyják azt a kontextust, amiben az egyes struktúrák, vagy szemantikai tartalmak előfordulnak, így ezen mérések segítségével nem lehet feltárni a szöveg pszichológiai, vagy pragmatikai jelentéseit. A harmadik megközelítés a hermeneutikai elemzés, mely az elbeszélés szövegkörnyezetére, társadalmi és kulturális kontextusára fekteti a hangsúlyt. A narratívumok elemzésének ez a harmadik fajtája pszichológiai szempontból a személyes elbeszéléseknek az identitással való összefüggéseit tárja fel, és nem tartja szükségesnek a következtetések empirikus ellenőrzését.

## Tudományos narratív pszichológia
A narratív pszichológiának az a változata, melyet László János és munkatársai az utóbbi évtizedben dolgoztak ki, tekinthető úgy is, mint a természettudományok, és a humán tudományok összeillesztésének egy újabb kísérlete. László szerint az elbeszélés egy olyan eszköz, mely alapján komplex pszichológiai folyamatok válnak empirikusan megközelíthetővé. A narratív pszichológiának ez a változata az úgynevezett tudományos narratív pszichológia.
A tudományos narratív pszichológia a nyelv és a pszichológiai folyamatok összefüggéseit, valamint a nyelv és az identitás közötti kapcsolatot vizsgálja. A nyelvet egy olyan komplex rendszernek tekinti, amelynek tanulmányozása által empirikusan megalapozott tudáshoz juthatunk az emberi társas alkalmazkodással kapcsolatban. Az emberek élettörténeteikben saját, jelentős életeseményeiket fogalmazzák meg. Kifejezik azt, hogy hogyan teremtik meg saját valóságukat, saját identitásukat. László úgy véli, hogy az egyén számos lényeges vonatkozásban történetek révén alkotja meg önidentitását, és a társas világhoz fűződő viszonyát, így ezen történetek különböző viselkedéses adaptációkról és más komplex pszichológiai folyamatokról vallanak. Ám ahhoz, hogy ezeket a jelentéseket tudományosan vizsgálni tudjuk, szükség van olyan módszerekre, melyek segítségével a különböző elbeszélésekből képesek vagyunk megbízható eredményeket levonni a történetek pszichológiai konstrukciójával kapcsolatosan.
Az elmúlt 25 évben a narratív pszichológia két szempontból is pozitívan hatott a személyiség pszichológiára. Egyrészt ösztönzi a személyiségpszichológiát, hogy összefüggéseket és következetességet találjon az ember élettörténetében. Az emberek élettörténetei sokkal több mindent árulnak el, mint azt gondolnánk. A történetek irányítják az emberi viselkedést, döntéshozatalt és megmutatják, hogy az emberek hogyan teremtik meg saját valóságukat.Másrészt a narratív megközelítés segített új kontextusba helyezni a személyiség pszichológiát, és új utakat nyitottak meg afelé, hogy milyen módon vegyük figyelembe a narratívumok nem, a társadalmi – és faji hovatartozás, és a kulturális különbségek személyiségfejlődésre való hatását. A személyiség pszichológusoknak folytatniuk kell azon utak felfedezését melyek megmutatják, hogy egy ember milyen módon tulajdonít értelmet az életének a narratívumokon keresztül, valamint a különböző elbeszélések jelentős hatását az emberek pszichológiai, társadalmi és kulturális életére.